# اچ‌ام‌اس ونگارد (۱۶۳۱)
اچ‌ام‌اس ونگارد (۱۶۳۱) (به انگلیسی: HMS Vanguard (1631)) یک کشتی بود که طول آن ۱۱۲ فوت (۳۴ متر) بود.